# AT&T Building (Nashville)
Das AT&T Building (auch South Central Bell Building, BellSouth Building oder Batman Building) ist mit 188 Metern der höchste Wolkenkratzer in Nashville, Tennessee. Es hat 32 Etagen und wurde im Herbst 1994 fertiggestellt. Es wurde von Brasfield & Gorrie und Ray Bell Construction gebaut.